# ジェラルド・トール
ジェラルド・トール（Gerard Toal/Gearóid Ó Tuathail, 1962年 - ）は、アイルランド出身の地理学者。専門は、政治地理学、批判地政学。
アイルランド国立大学メイヌース卒業後、イリノイ大学で修士号、シラキューズ大学で博士号取得。現在、バージニア工科大学地理学部教授。
フーコーの思想を援用して、知と権力の観点から、マッキンダーなど地政学者の言説や、外交政策形成における地理学的想像力の役割を考察し、批判地政学を提唱している。

## 著書

### 単著
- Critical Geopolitics: the Politics of Writing Global Space, (University of Minnesota Press, 1996).

### 共著
- Bosnia Remade: Ethnic Cleansing and Its Reversal, with C. Dahlman, Oxford University Press, 2011.

### 共編著
- An Unruly World?: Globalization, Governance, and Geography, co-edited with Andrew Herod and Susan M. Roberts, (Routledge, 1998).
- Rethinking Geopolitics, co-edited with Simon Dalby, (Routledge, 1998).
- The Geopolitics Reader, co-edited with Simon Dalby and Paul Routledge, (Routledge, 1998, 2nd ed., 2006).
- A Companion to Political Geography, co-edited with John Agnew and Katharyne Mitchell, (Blackwell, 2003).

## 邦訳論文
- 「ジオポリティクスの終焉？――世紀末の複数的プロブレマティックに関する諸考察」『10+1』13号（1998年）
- 「地政学と言説――アメリカの外交政策にみられる実践的な地政学論」『空間・社会・地理思想』3号（1998年）
- 「批判地政学」『現代思想』27巻13号（1999年）
- 「ポストモダンの地政学？――近代地政学的想像力とその克服」『空間・社会・地理思想』6号（2001年）
- 「批判地政学の理解のために――地政学とリスク社会」コリン・グレイ、ジェフリー・スローン編『進化する地政学――陸、海、空そして宇宙へ』（五月書房, 2009年）